# Al Hamra Tower
L'Al Hamra Tower è un grattacielo di Madinat al-Kuwait in Kuwait. Con i suoi 412,60 m di altezza è la più alta costruzione del Kuwait e il 17° grattacielo più alto del mondo. È inoltre la più alta torre scolpita del mondo.

## Descrizione
L'edificio è connesso a un centro commerciale di cinque piani con cinema e sale IMAX, un teatro e un parcheggio di 11 piani. La Torre Al Hamra ha oltre 80 piani di uffici, un ristorante panoramico e un centro benessere.
Tra le particolarità del progetto della firma SOM c'è la caratteristica di avere tutte le quattro facciate tra loro differenti; sulle superfici in cristallo un complesso sistema di led trasforma l'intero grattacielo in un enorme schermo in grado di proiettare nelle ore notturne giochi di luci, immagini e suggestioni visive.
Costruita nel 2011, ha superato i 300 metri della precedente costruzione più alta del Kuwait, la Arraya Tower.